# Kurt Thomas (Turner)
Kurt Bilteaux Thomas (* 29. März 1956 in Miami; † 5. Juni 2020) war ein US-amerikanischer Kunstturner. Er war der erste US-Amerikaner, der Weltmeister im Kunstturnen wurde.

## Leben
Kurt Thomas begann im Alter von 14 Jahren in der Highschool mit dem Turnsport. Nach mehreren Top-Platzierungen bei Turnfesten durfte Thomas 1975 bei den College-Meisterschaften der NCAA starten. Im Einzel-Mehrkampf belegte er Platz 9. Zudem qualifizierte er sich für die Panamerikanischen Spiele 1975 in Mexiko-Stadt. Dort gewann er zwei Silbermedaillen (Seitpferd und Sprung) und zwei Mal Bronze (Barren und Einzelmehrkampf).
1976 gewann Thomas die Olympiaausscheidungen und wurde bei der NCAA-Meisterschaft 4. im Mehrkampf. Bei den Olympischen Sommerspielen 1976 in Montreal erreichte Thomas mit der US-Mannschaft Platz 7. Im Einzelmehrkampf belegte er Platz 21. Für die Gerätefinals konnte er sich nicht qualifizieren. Im Jahr darauf wurde Thomas dreifacher US-Meister (Mehrkampf, Boden, Reck), dazu College-Meister im Mehrkampf und am Seitpferd. Er gewann die Internationalen rumänischen Meisterschaften im Mehrkampf, dazu das Blume Memorial und das Mardi Gras Invitational. Weitere Top-Platzierungen im Mehrkampf waren zweite Plätze beim American Cup und beim Ländervierkampf zwischen USA, BRD, Ungarn und Frankreich.
1978 und 1979 waren die erfolgreichsten Jahre in der Karriere von Kurt Thomas. 1978 gewann er den American Cup, die US-Meisterschaften und die US-Weltmeisterschaftsausscheidungen (alle im Mehrkampf). Dazu kam ein Vierfach-Triumph bei den Windy City Invitationals (Mehrkampf, Boden, Sprung und Seitpferd). Bei den Turn-Weltmeisterschaften 1978 in Straßburg, Frankreich erreichte er den vierten Platz mit der Mannschaft und Platz 6 im Mehrkampf. Sein Sieg im Bodenturnen bedeutete den ersten WM-Titel eines US-amerikanischen Turners. Im Weltcup belegte er zweite Plätze im Mehrkampf, am Boden und am Barren, am Seitpferd kam er auf Platz 3.
1979 wiederholte Thomas den Mehrkampf-Sieg beim American Cup. Auch das Mardi Gras Invitational konnte er gewinnen, ebenso die Pazifik-Meisterschaften. Dazu kamen drei Siege bei den NCAA-Meisterschaften (Mehrkampf, Reck, Barren) und zwei beim US Olympic Festival (Mehrkampf, Seitpferd). Die WM-Ausscheidungen beendete er mit dem zweiten Platz im Mehrkampf. Bei den Turn-Weltmeisterschaften 1979 in Fort Wayne erturnte Thomas sich sechs Medaillen. Er wurde Doppelweltmeister (Boden und Reck), bekam drei Mal Silber (Mehrkampf, Seitpferd und Sprung) und eine Bronzemedaille (Mannschaft). Im Weltcup kam er ein Mal aufs Treppchen (3. Platz Seitpferd).
Durch den Olympiaboykott der USA konnte Kurt Thomas nicht an den Olympischen Sommerspielen 1980 in Moskau teilnehmen. Auch der Gewinn des American Cup änderte nichts an Thomas' Entschluss, sich vom aktiven Turnsport zurückzuziehen. Dennoch blieb er als Kommentator für ABC mit dem Turnen in Verbindung. Dazu leitete er eine Turnshow. 1985 spielte er die Hauptrolle in dem Actionstreifen Asia Mission von Robert Clouse. Einen weiteren Filmauftritt absolvierte er 1988 in dem TV-Drama Circus.
Im Alter von 35 Jahren versuchte er 1991 ein Comeback. Bei den US-Meisterschaften schaffte er den 22. Platz im Mehrkampf. 1992 belegte er am Seitpferd sogar Platz 6. 2003 hatte Thomas einen letzten Filmauftritt. In der spanischen Komödie Slam war er als Manager zu sehen.
Kurt Thomas starb im Juni 2020 im Alter von 64 Jahren infolge eines Gehirnschlags. Kurt Thomas leitete in Frisco, Texas, das Kurt Thomas Gymnastics Center. Er war verheiratet und hatte einen Sohn und eine Tochter.

## Weitere Ehrungen
2003 wurde Kurt Thomas in die International Gymnastics Hall of Fame aufgenommen. Zu seinen Ehren wurden zwei Turnfiguren benannt, die Thomas-Flanke am Seitpferd und der Thomas-Salto am Boden. Aufgrund mehrerer schwerer Unfälle, am bekanntesten die Halswirbelfraktur mit Querschnittlähmung von Jelena Muchina 1980, wurde der Thomas-Salto aus der Code de Pointage gestrichen und ist damit faktisch verboten.
Eine weitere "Auszeichnung" ist die Nominierung für die Goldene Himbeere als schlechtester Newcomer (für Asia Mission).